# Survivor: Marquesas
Survivor: Marquesas é a quarta temporada do reality show americano Survivor . A temporada começou a ser gravada de 12 de novembro de 2001 e terminou em 20 de dezembro do mesmo ano e tendo sua transmissão realizada dois meses seguintes pela rede de televisão americana CBS.
Promovida como "Survivor's going back to the beach", esta   temporada foi originalmente planejada para ser filmada na Península Arábica, nos desertos de Uádi Rum, na Jordânia. No entanto, menos de dois meses antes do início das filmagens, como resultado dos ataques de 11 de setembro e da situação política no Oriente Médio, esse plano foi abandonado e a produção foi transferida para Nuku Hiva. 
Os competidores foram divididos em duas tribos: Maraamu and Rotu (palavras taitianas de 'vento meridional' e 'chuva forte', respectivamente). As tribos depois fundiram em Soliantu (uma palavra criada por competidores Kathy-Vavrick O'Brien e Rob Mariano que eles pretendiam significar "Lealdade Sagrada ao Sol").
1. ↑  «Survivor cast and crew». AOL.com. 2007. Consultado em 21 de abril de 2008. Arquivado do original em 16 de dezembro de 2008
2. ↑  «Full text of 'A Tahitian and English dictionary,…». archive.org (em inglês). Internet Archive. Consultado em 30 de julho de 2023